# Hoeve Vandewalle

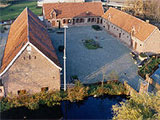
Luchtfoto van de hoeve

Hoeve Vandewalle is een oude hoeve en een kenmerkende plaats in de Boomgaardstraat te Kuurne.

## Geschiedenis
In 1405 stond er op deze plaats het leengoed "Ten Driessche". Die naam duidt op een dries, een oude nederzettingsvorm. Plaatselijk was dit leengoed ook gekend onder 'Coppenols goed'. Dit is tot op heden nog steeds een van de oudste bekende hoeven van Kuurne.
De boerderij was gekend in de streek en was een van de rijkste leengoeden in de omgeving.
Joseph Demasure woonde in de boerderij na 1752. Joseph was de burgemeester van Cuerne (Kuurne) van 1748 tot 1793.
Hij breidde het domein uit en dreef handel met de omringende boeren.

## Laatste eigenaar
Het gehele domein heeft een uiteindelijke oppervlakte van ongeveer 14ha. De gronden ervan behoorden vroeger toe aan verscheidene eigenaars die het al of niet erfelijk hadden gekregen, maar de laatste bekende eigenaar was Dekien-Georges Ide, een nijveraar uit Kortrijk.

## Verkoop van de hoeve
Dekien-Georges Ide verkocht zijn eigendom in 1956 aan de gemeente Kuurne. Omdat de kinderen Vandewalle de laatste bewoners waren van de hoeve, kreeg het goed dan ook hun naam: Hoeve Vandewalle.

## Restauratie van de hoeve
De gemeente restaureerde de hoeve volledig na deze aankoop.
Het woonhuis behuisde vroeger de lokale bibliotheek van Kuurne en nadat die verhuisde naar de nieuwe gebouwen begin jaren 90 werd de hoeve opengesteld voor verscheidene verenigingen.
De schuur en de stallingen werden omgebouwd tot ontmoetingscentrum. Van deze schuur is het dak nog in originele staat wat heel bijzonder is in de streek.
Het woonhuis is opengesteld voor de kunstkring Evariste Carpentier en de Ziekenzorg. 
Op het domein is er nog een vertelzolder, een wagenhuis, een aardappelkelder en een veelgebruikte visvijver.
Als je achter het domein wandelt, kun je nog oude molenstenen en werktuigen vinden naast een kleine dierenboerderij.

## Omgeving van de hoeve
Het sportpark, het openbaar zwembad en het jeugdcentrum zijn in de nabijheid van de hoeve. Vele sporters en kinderen van het jeugdcentrum spelen op het erf en in de hoeve. Vaak worden er viswedstrijden georganiseerd bij de omwalling.
De Orde van de Eend organiseert er ook jaarlijks Can'Art, een kunstenfestival dat gratis te bezoeken is.
De hoeve werd ook al enkele malen gebruikt door het leger om veteranenontmoetingen te regelen en tentoonstellingen met tanks, jeeps en vele verscheidene geschiedkundige tentoonstellingen van de Eerste Wereldoorlog en de Tweede Wereldoorlog.
Het domein is steeds vrij toegankelijk voor iedereen.